# Jacques Bonnadier
Jacques Bonnadier est un journaliste français né à Marseille le 1er août 1938.